# Kanton Quesnoy-sur-Deûle
Kanton Quesnoy-sur-Deûle (francouzsky Canton de Quesnoy-sur-Deûle) je francouzský kanton v departementu Nord v regionu Nord-Pas-de-Calais. Tvoří ho osm obcí.

## Obce kantonu
- Comines
- Deûlémont
- Lompret
- Pérenchies
- Quesnoy-sur-Deûle
- Verlinghem
- Warneton
- Wervicq-Sud